# Кольонія-Високий-Малі
Кольонія-Високий-Малі (пол. Kolonia Wysoki Małe) — село в Польщі, у гміні Боґорія Сташовського повіту Свентокшиського воєводства.
Населення — 104 особи (2011).
У 1975-1998 роках село належало до Тарнобжезького воєводства.

## Демографія
Демографічна структура на день 31 березня 2011 року:
|          | Загалом | Допрацездатний вік | Працездатний вік | Постпрацездатний вік |
| -------- | ------- | ------------------ | ---------------- | -------------------- |
| Чоловіки | 52      | 11                 | 34               | 7                    |
| Жінки    | 52      | 13                 | 27               | 12                   |
| Разом    | 104     | 24                 | 61               | 19                   |